# Argentine aux Jeux olympiques de 1908
L'équipe olympique argentine participe aux Jeux olympiques d'été de 1908 à Londres. Elle n'y remporte aucune médaille. Le patineur Horatio Torromé est le seul représentant de la délégation argentine.